# Charlton (Massachusetts)
Charlton è un comune degli Stati Uniti d'America facente parte della contea di Worcester nello stato del Massachusetts.
Qua nacque l'odontoiatra William Green Morton.